# Wörthspitze

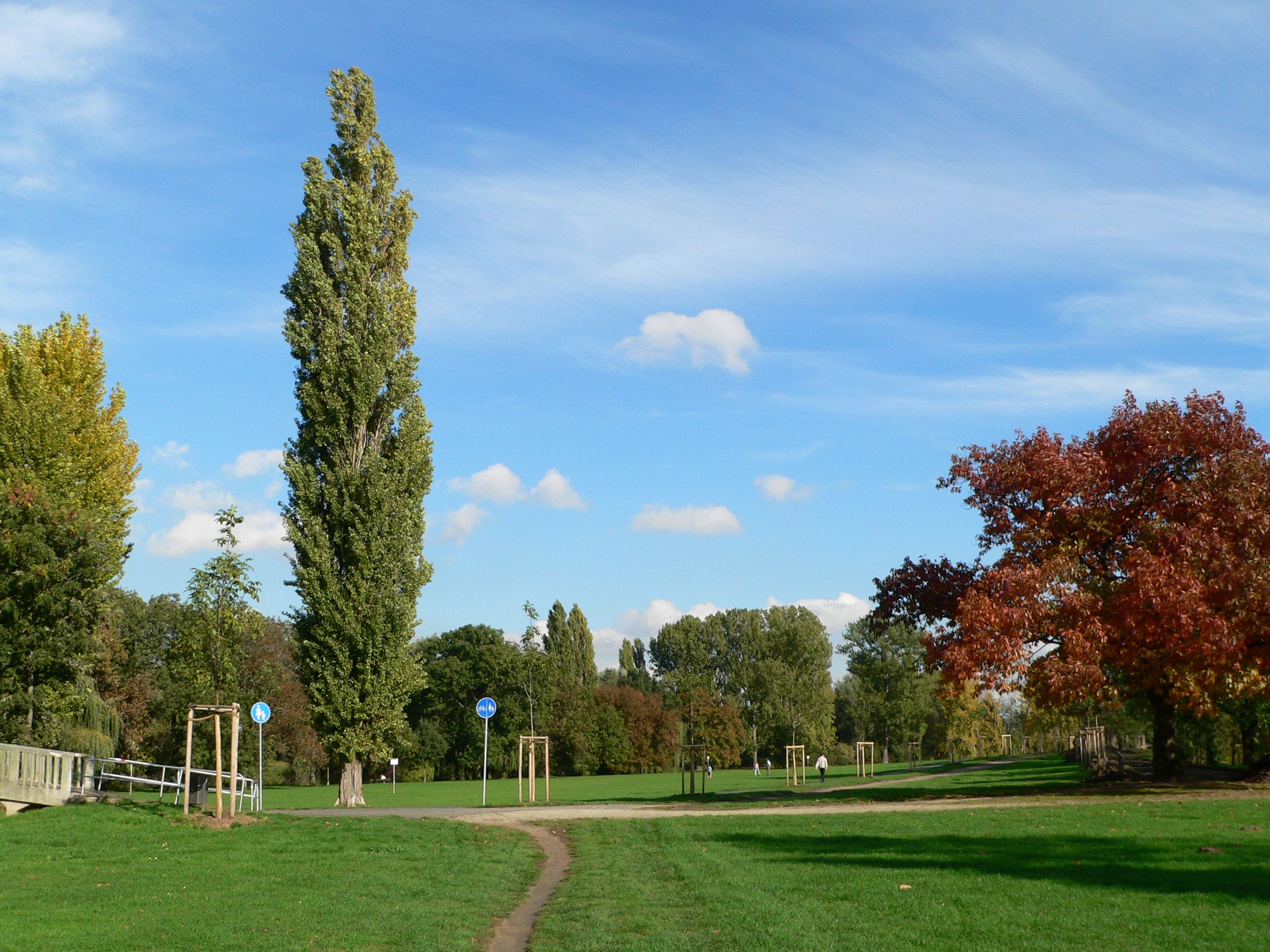
Die Wörthspitze im Herbst 2006

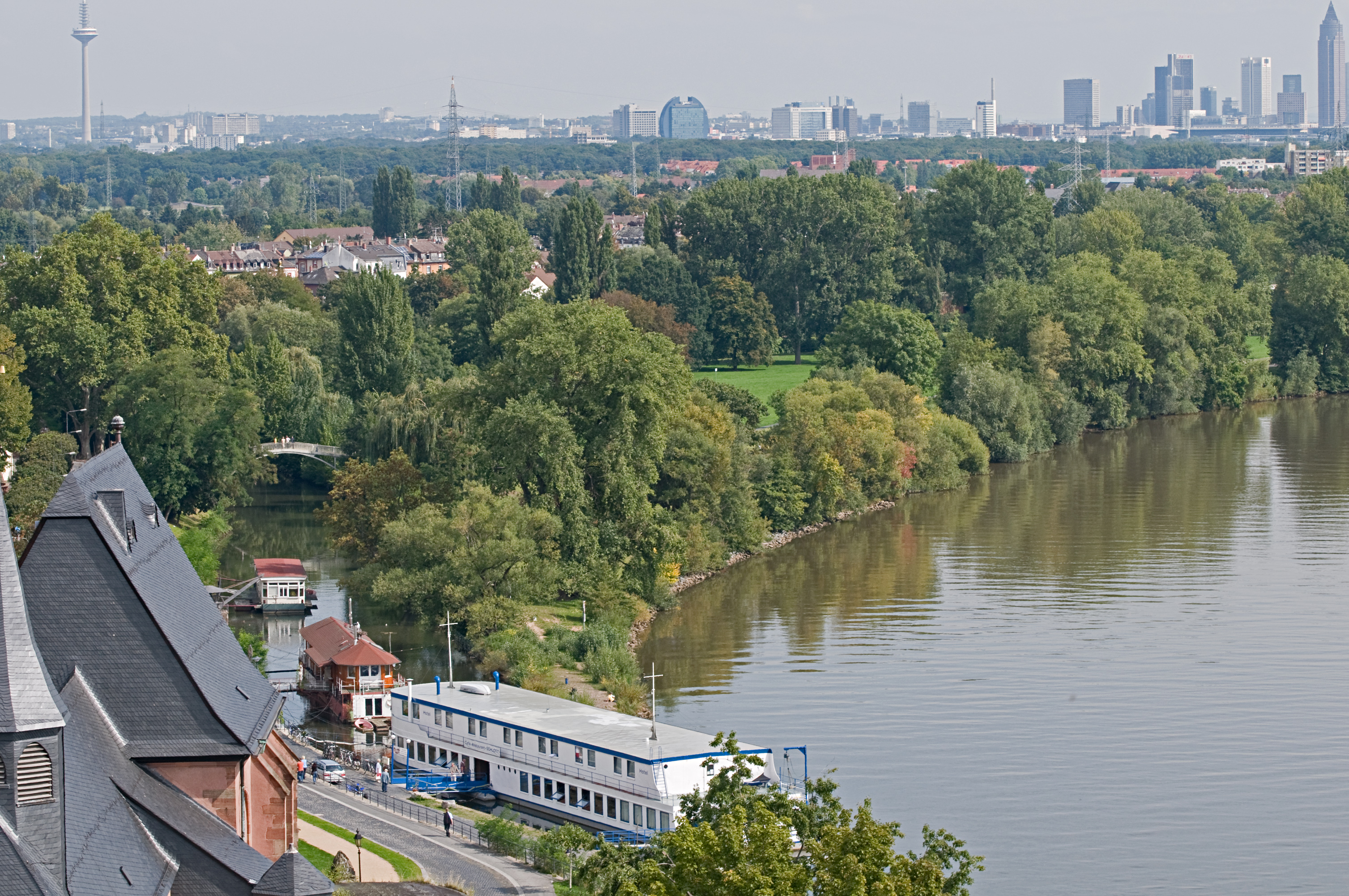
Blick vom Höchster Schloßturm auf die Wörthspitze und das Hotelschiff „Peter Schlott“, an der Niddamündung

Die Wörthspitze ist eine Parkanlage im Frankfurter Stadtteil Nied. Sie ist Teil des Frankfurter Grüngürtels, der hier seinen Ausgangspunkt hat. Die große Rasenfläche der Wörthspitze dient als öffentlicher Hundeauslauf und wird im Sommer als Liegewiese und Spielfläche genutzt.

## Lage

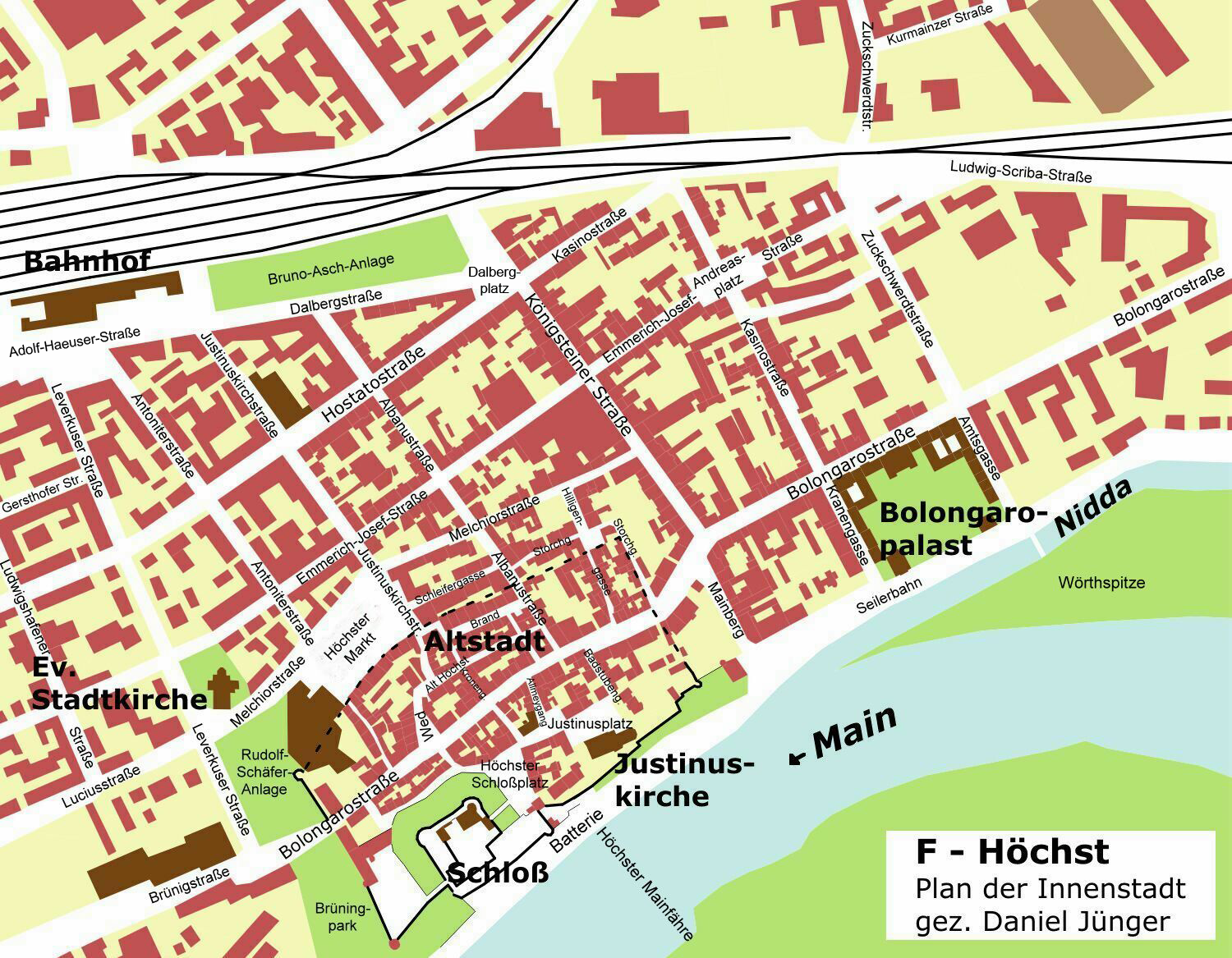
Lage der Wörthspitze

Die Nidda bildet kurz vor ihrer Mündung in Höhe des Bolongaropalastes zusammen mit dem Main die langgestreckte Halbinsel Wörthspitze. Der Name „Wörth“ leitet sich von „Werde“ oder „Werder“ ab, eine Bezeichnung für eine Flussinsel oder Uferlage am Fluss.
Die Wörthspitze ist zu Fuß oder mit dem Fahrrad zu erreichen. Von Höchst aus überspannt das „Gaasebrickelsche“ (hochdeutsch: „Geißen-“ oder „Ziegenbrücklein“) gegenüber der Amtsgasse die Nidda. In Nied führen mehrere Parkwege von der Mainzer Landstraße in Höhe der Neuen Nieder Niddabrücke zur Wörthspitze.

## Geschichte

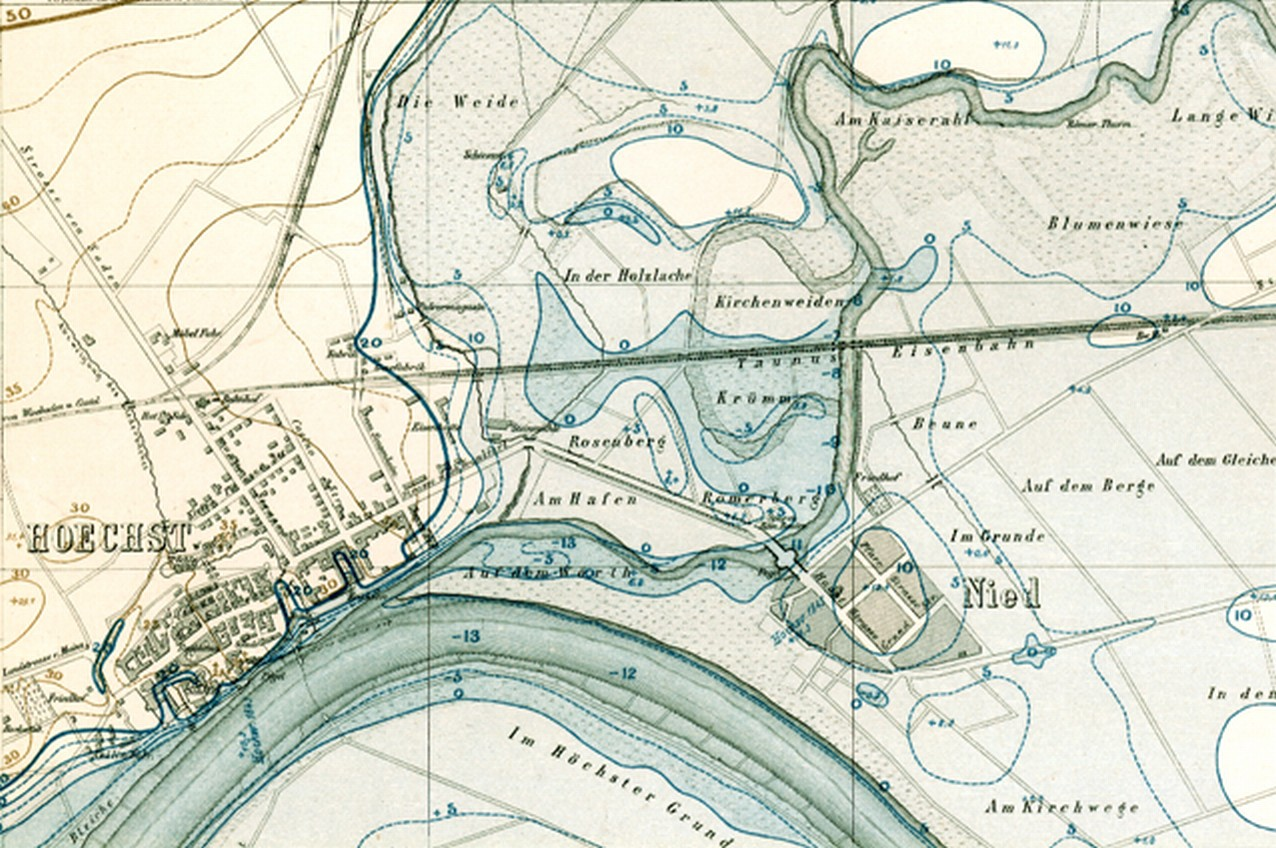
Niddaverlauf und Wörthspitze auf einem Hochwasserkataster von 1870

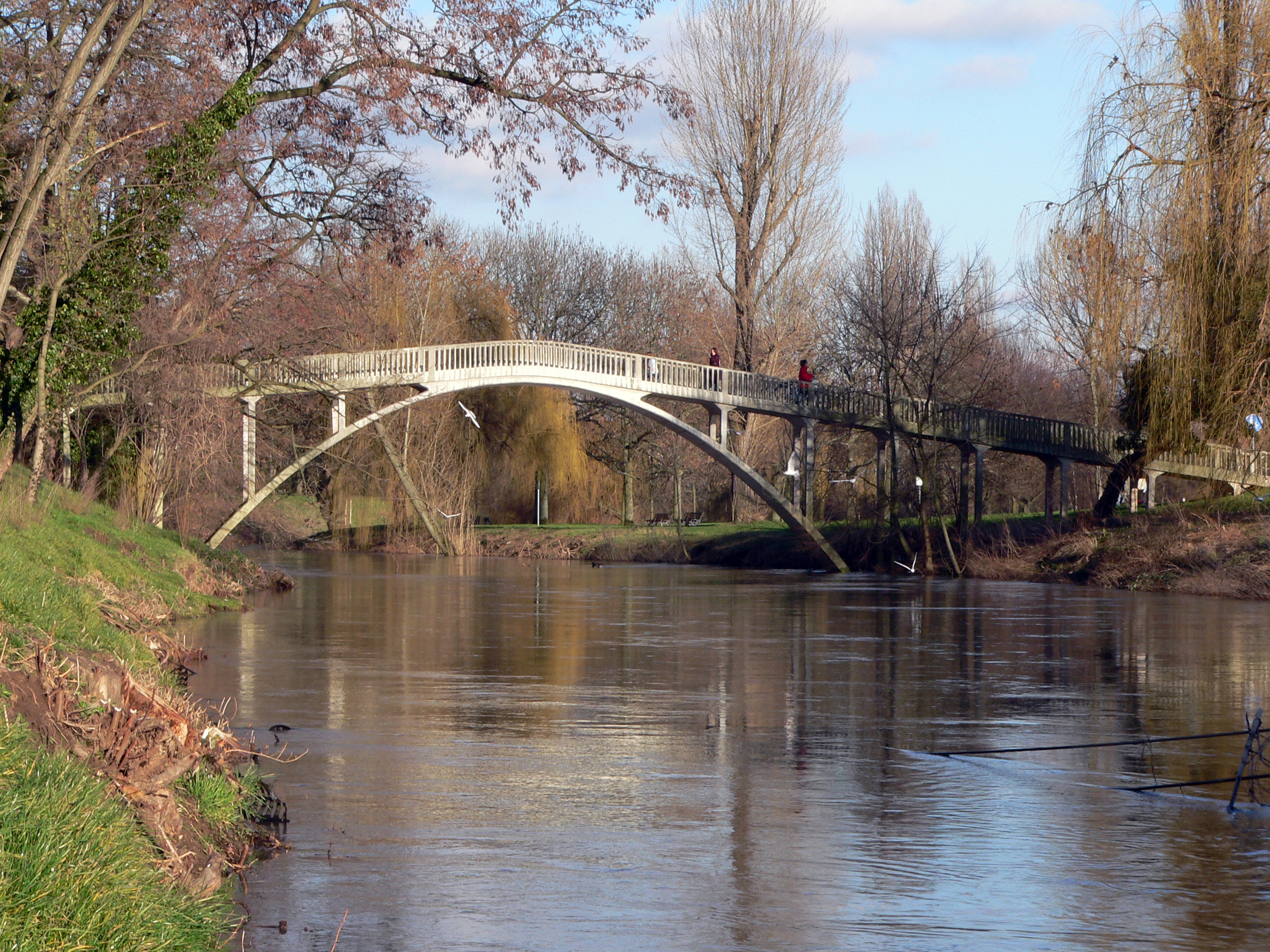
Das „Gaasebrickelsche“

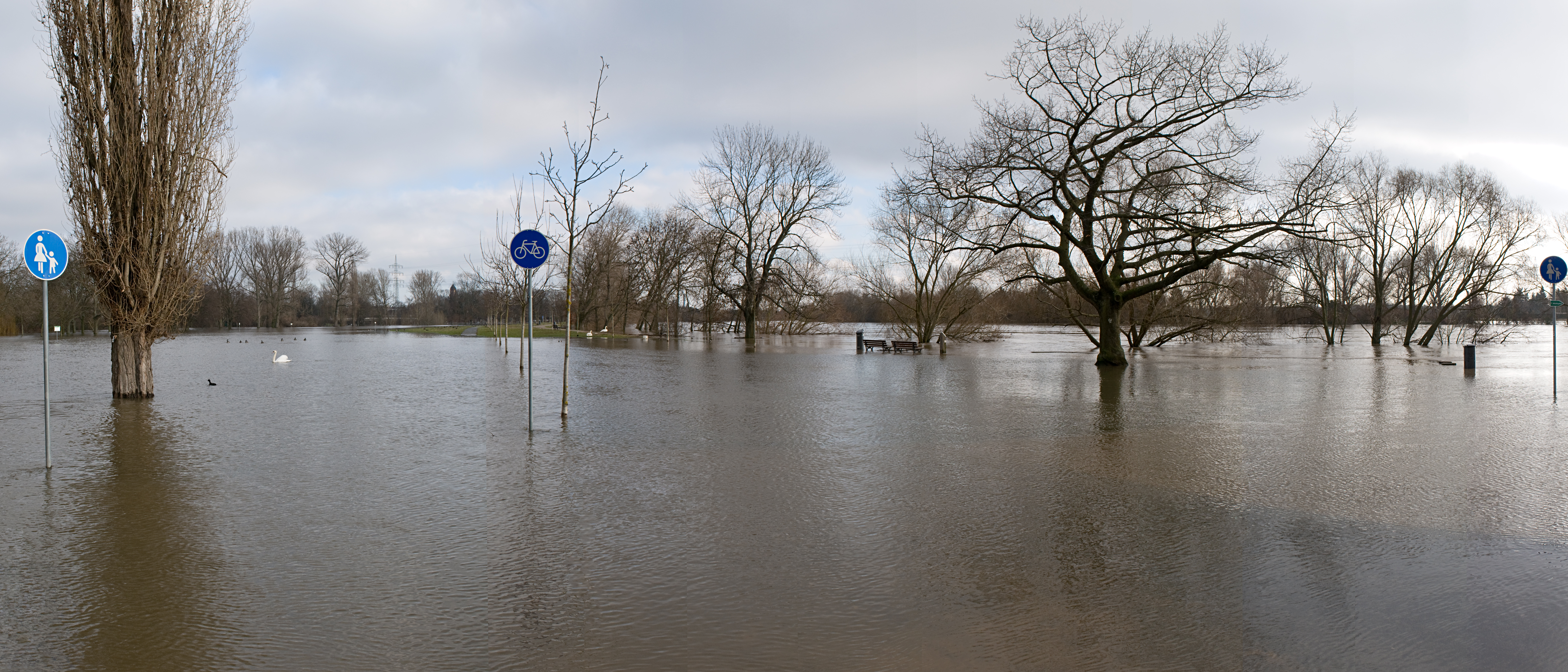
Hochwasser an der Wörthspitze, Januar 2011

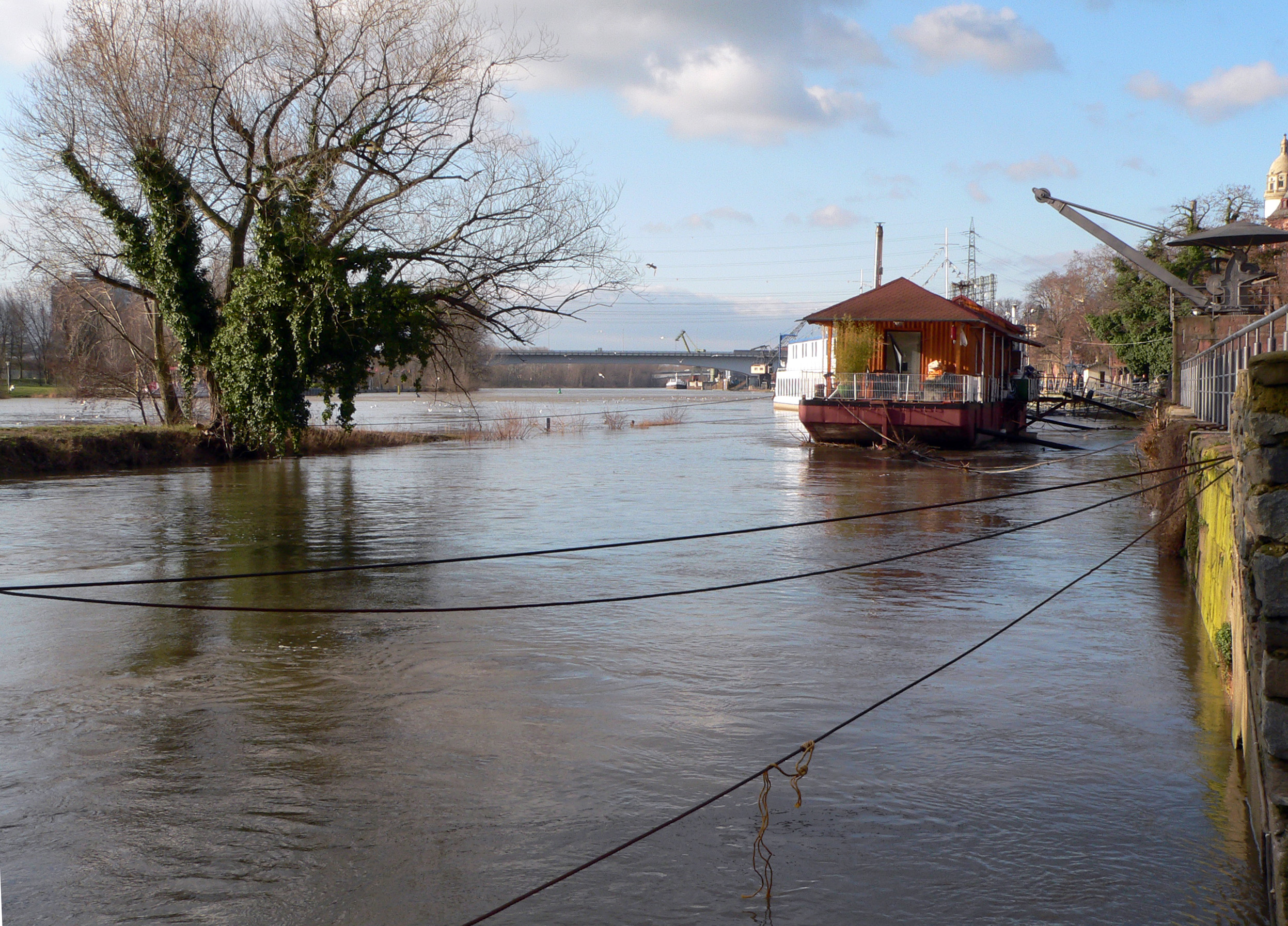
Hochwasser an der Wörthspitze

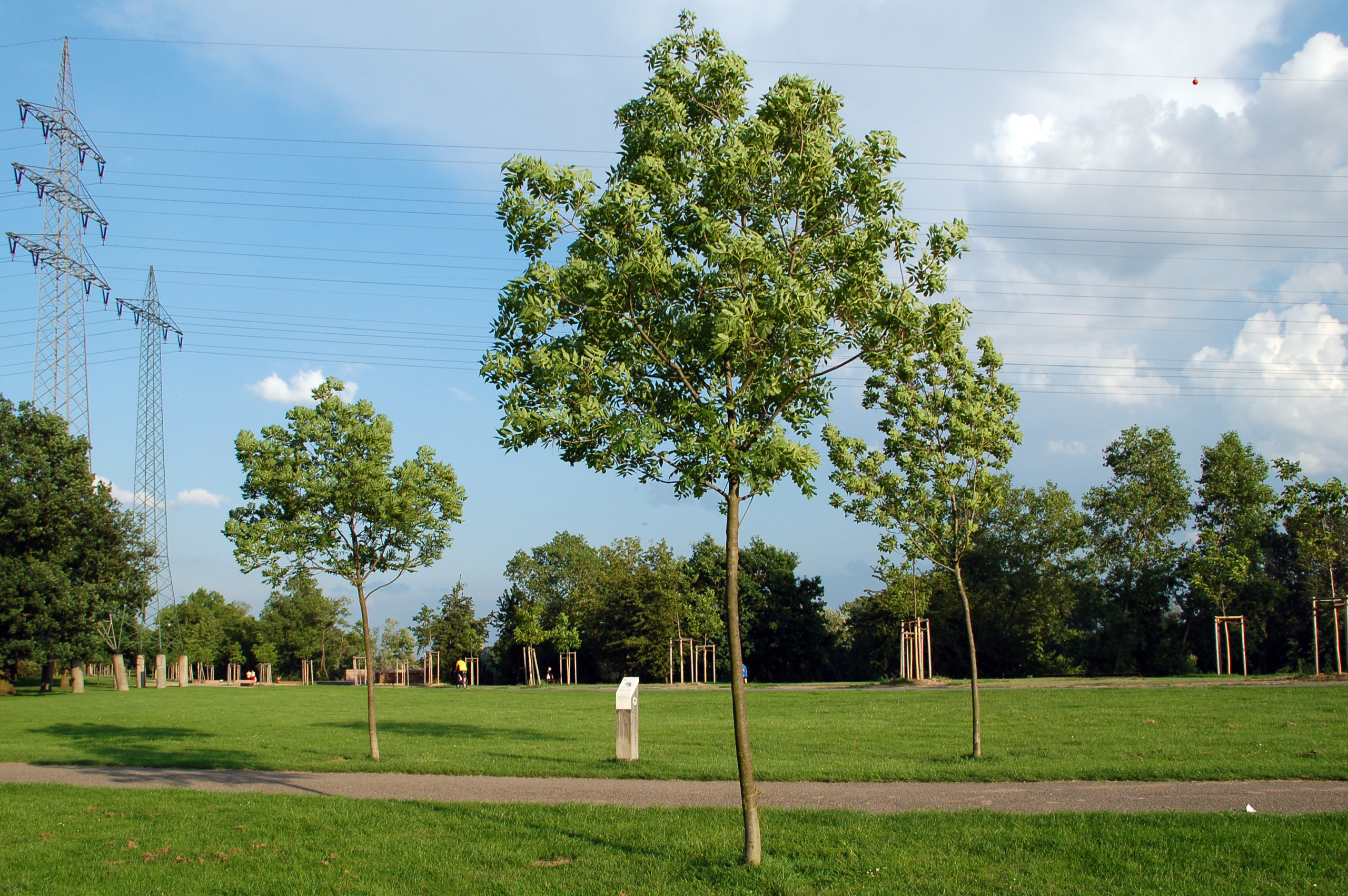
Gernhardt-Eschen mit Grüngürteltier-Stele

Ursprünglich war die Wörthspitze eine Flussinsel zwischen Nidda und Main, die von zwei Mündungsarmen der Nidda umflossen wurde. Der östliche Mündungsarm verlandete mit der Zeit und wurde zu einem regelmäßig überschwemmten Sumpfgebiet; eine um 1540 entstandene Karte zeigt das Sumpfgebiet als „der Arm oder Gall auf dem Main zu der Nied“. Um 1800 wurde das Sumpfstück trockengelegt, es entstand die Niedschütt.
Vom Mittelalter bis zum frühen 20. Jahrhundert wurde die Wörthspitze landwirtschaftlich genutzt. Sie diente als Ackerland, Viehweide und Heuwiese. Da keine Brückenverbindung zwischen dem hohen Höchster Ufer und der auf Flusshöhe liegenden Wörthspitze bestand, konnte sie nur über den Umweg der Nieder Brücke erreicht werden. Die Niddamündung diente als Liegeplatz für die Boote der Höchster Mainfischer und bis zum Bau des Höchster Hafens 1908 auch als Flusshafen.
Im Jahr 1913 ließ die Stadt Höchst in Höhe der Amtsgasse eine Fußgängerbrücke über die Nidda errichten. Da hier die Ziegen zur Wörthspitze getrieben wurden, heißt die Brücke im Höchster Volksmund noch heute „Gaasebrickelsche“. Gelegentlich wird sie wegen ihrer Form, die an die Bogenbrücken Venedigs erinnert, auch „Seufzerbrücke“ genannt. Die Bogenbrücke ist 41,9 Meter lang und hat eine Stützweite von 23 Metern.
Nach dem Ersten Weltkrieg dienten die Wörthspitze und der Höchster Stadtpark als Exerzier- und Aufmarschplatz für die in Höchst stationierten französischen Besatzungstruppen. Mit Ende der Rheinlandbesatzung 1930 wurde die Wörthspitze dann zum Park umgestaltet. Es wurden Fuß- und Radwege angelegt sowie Säulenpappeln gepflanzt.
Während der Zeit des Nationalsozialismus weihte die NSDAP im April 1934 an der ehemaligen Staustufe Höchst einen Thingplatz ein. 1937 wurde ein Ehrenmal für die im Ersten Weltkrieg gefallenen Höchster und Nieder, mit einem überlebensgroßen knienden nackten Krieger von Richard Scheibe, errichtet. Dieses Ehrenmal wurde 1965 abgetragen. Von ihm zeugt nur noch eine ummauerte Bastion am Mainufer, die als Aussichtsplattform dient.
1961 wurde das Hotelschiff „Peter Schlott“ in der Niddamündung gegenüber der Wörthspitze verankert. Ebenfalls in den 1960er Jahren wurden die beiden in der Niddamündung liegenden Hausboote festgemacht. Für die Hausboote besteht keine offizielle Liegegenehmigung, daher waren sie bereits des Öfteren im Mittelpunkt öffentlicher Diskussionen um den Landschaftsschutz an der Nidda. Die Eigner der Boote zahlen zurzeit keine Liegegebühren, da die Stadt Frankfurt gegen ihren erklärten Willen mit der Erhebung von Liegegebühren die Hausboote amtlich anerkennen würde. So werden sie stillschweigend toleriert.
An der Wörthspitze beginnt der 1991 eingerichtete Frankfurter Grüngürtel. Der Frankfurter Dichter und Zeichner Robert Gernhardt (1937–2006) will das Frankfurter Grüngürteltier nach eigener Aussage zum ersten Mal an der Wörthspitze gesehen haben. Im Jahr 2002 pflanzte die Stadt Frankfurt Gernhardt zu Ehren drei nach ihm benannte Eschen an der Wörthspitze.
Vom Herbst 2006 bis zum Frühjahr 2007 wurde die Wörthspitze umgestaltet. Die letzten der überalterten Säulenpappeln wurden gefällt und eine Reihe Walnussbäume gepflanzt. Der mittlere der bisher drei parallel verlaufenden Wege wurde entfernt und zur Grünfläche umgestaltet; der südliche Weg direkt am Mainufer wurde neu befestigt, ebenso der Platz in Höhe des ehemaligen Ehrenmals.